# Beachvolleyboll vid panamerikanska spelen
Beachvolleyboll vid panamerikanska spelen har spelats sedan 1999.

## Historisk överblick över grenar
| Grenar / År         | 1999 | 2003 | 2007 | 2011 | 2015 | 2019 |
| ------------------- | ---- | ---- | ---- | ---- | ---- | ---- |
| Damernas turnering  | X    | X    | X    | X    | X    | X    |
| Herrarnas turnering | X    | X    | X    | X    | X    | X    |

## Medaljsammanfattning

### Damernas turnering
| Spel                | Guld                                             | Silver                                           | Brons                                     |
| Winnipeg 1999       | Adriana Behar & Shelda Bede (BRA)                | Jenny Pavley & Marsha Miller (USA)               | Laura Almaral & Mayra Huerta (MEX)        |
| Santo Domingo 2003  | Dalixia Fernández & Tamara Larrea (CUB)          | Mayra García & Hilda Gaxiola (MEX)               | Ana Richa & Larissa França (BRA)          |
| Rio de Janeiro 2007 | Juliana Silva & Larissa França (BRA)             | Dalixia Fernández & Tamara Larrea (CUB)          | Bibiana Candelas & Mayra García (MEX)     |
| Guadalajara 2011    | Juliana Silva & Larissa França (BRA)             | Bibiana Candelas & Mayra García (MEX)            | Yarleen Santiago & Yamileska Yantín (PUR) |
| Toronto 2015        | Ana Gallay & Georgina Klug (ARG)                 | Lianma Flores & Leila Martínez (CUB)             | Carolina Horta & Liliane Maestrini (BRA)  |
| Lima 2019           | Karissa Cook & Jace Pardon (USA)                 | Ana Gallay & Fernanda Pereyra (ARG)              | Carolina Horta & Ângela Lavalle (BRA)     |
| Santiago 2023       | Ana Patrícia Ramos & Eduarda Santos Lisboa (BRA) | Melissa Humana-Paredes & Brandie Wilkerson (CAN) | Nicola Guigle & Sarah Murphy (USA)        |

### Herrarnas turnering
| Spel                | Guld                                   | Silver                                   | Brons                                    |
| Winnipeg 1999       | Jody Holden & Conrad Leinemann (CAN)   | Lula Barbosa & Adriano Garrido (BRA)     | Roberto Lopes & Franco Neto (BRA)        |
| Santo Domingo 2003  | Francisco Álvarez & Juan Rossell (CUB) | Luizão Correa & Paulo Emilio Silva (BRA) | Ramón Hernández & Raul Papaleo (PUR)     |
| Rio de Janeiro 2007 | Emanuel Rego & Ricardo Santos (BRA)    | Ty Loomis & Hans Stolfus (USA)           | Francisco Álvarez & Leonel Munder (CUB)  |
| Guadalajara 2011    | Alison Cerutti & Emanuel Rego (BRA)    | Igor Hernández & Farid Mussa (VEN)       | Santiago Etchegaray & Pablo Suárez (ARG) |
| Toronto 2015        | Rodolfo Ontiveros & Juan Virgen (MEX)  | Vitor Araujo & Álvaro Morais Filho (BRA) | Nivaldo Díaz & Sergio González (CUB)     |
| Lima 2019           | Marco Grimalt & Esteban Grimalt (CHI)  | Rodolfo Ontiveros & Juan Virgen (MEX)    | Nicolás Capogrosso & Julián Azaad (ARG)  |
| Santiago 2023       | André Stein & George Wanderley (BRA)   | Jorge Luis Alayo & Noslen Díaz (CUB)     | Esteban Grimalt & Marco Grimalt (CHI)    |